# Карпофор
Карпофор (гр. karpos (καρπο) - плод, phoreo (φόρος) - ношење) у ботаници је део шизокарпијума. Представља основу на којој су скупљени плодови. Када сазру, опадају сваки засебно, док карпофор заостаје. Овакав плод, а тако и карпофор се јавља код здравца, живе траве и свих врста фамилија Apiaceae.
Код печурака, карпофор је плодоносно тело које чине шешир и дршка (стручак).